# Se ha puesto la luna
Se ha puesto la luna (The Moon Is Down en V. O.) es una película bélica estadounidense de 1943 dirigida por Irving Pichel y basada en la novela homónima de John Steinbeck.
Para la producción del film se recurrió al set de rodaje de la producción ¡Qué verde era mi valle!.
El argumento se centra en una pequeña localidad minera de Noruega invadida por soldados de la Alemania Nazi en el marco de la II Guerra Mundial.

## Reparto
- Cedric Hardwicke es el coronel Lanser
- Henry Travers es el alcalde Orden.
- Lee J. Cobb es el doctor Albert Winter
- Dorris Bowdon es Molly Morden.
- Margaret Wycherly es Sarah Orden.
- Peter van Eyck es el teniente Tonder
- William Post, Jr. es Alex Morden.
- Henry Rowland es el capitán Loft
- E. J. Ballantine es George Corell.
- Hans Schumm es el capitán Bentick.
- Frederic Brunn es un soldado alemán.
- Ernst Deutsch es el mayor Hunter
- Ludwig Donath es Adolf Hitler (voz).
- John Banner es el teniente Prackle (no acreditado).
- Jeff Corey es Albert (no acreditado).
- Irving Pichel es Peder (no acreditado).
- Natalie Wood es Carrie (no acreditada).

## Recepción
Bosley Crowther escribió una crítica dispar desde The New York Times en la que alaba la labor del guionista Nunnally Johnson a la hora de llevar el libro a la gran pantalla expresando de este modo "la belleza de la Noruega ocupada y la representación de la fe de sus gentes". También comentó positivamente el trabajo de Pichel y el reparto artístico. Por otra parte se mostró crítico con la "naturaleza intelectual desapasionada" que "resta las expectativas del público".